# Sem Thomasson
Sem Thomasson, artiestennaam van Thomas Sempels (Genk, 29 juni 1987) is een Belgische dj en producer.
Hij draait sinds 2010 op muziekevenement Tomorrowland en draaide in 2016 op Sensation White in Dubai.
Sem Thomasson is een resident DJ van Versuz.

## Discografie
Sem Thomasson maakte een officiële remix voor Lost Frequencies, Steve Aoki, Clean Bandit, Flo Rida, Nelly Furtado.
In 2016 bracht Sem Thomasson zijn single "On Top Of The World" uit, een samenwerking met Belgische DJ Yves V op Spinnin' Records. Het nummer bereikte nummer 4 in de top 10 van Beatport.
Sem Thomasson bracht zijn single "Grey Zone" uit op 27 september 2019 op Axtone Records het platenlabel van Axwell. Het nummer bereikte nummer 20 in de officiële Belgische Ultratop dancechart.
Op 1 mei 2020, bracht Sem Thomasson zijn single "Final Call" uit op Axtone Records. Het nummer bereikte nummer 41 in de officiële Belgische Ultratop dancechart.
Als muziekproducent en songwriter werkte Sem Thomasson mee aan diverse projecten van onder meer Regi Penxten. Hij werkte mee aan het album 'Voices' dat in 2015 op nummer 1 in de Ultratop stond en aan de single Vergeet De Tijd dat de platinum status in België behaalde.

### Singles met hitnotering België
| Single met hitnotering(en) in de Vlaamse Ultratop 50 | Datum van verschijnen | Datum van binnenkomst | Hoogste positie | Aantal weken | Opmerkingen                                     |
| ---------------------------------------------------- | --------------------- | --------------------- | --------------- | ------------ | ----------------------------------------------- |
| Who Took My Badjas                                   | 2009                  | 01-08-2009            | 20              | 4            | Samplekings                                     |
| Nobody                                               | 2013                  | 16-03-2013            | Tip46           | -            | Sem Thomasson feat. Rama Writes                 |
| Reckless                                             | 2014                  | 22-02-2014            | 3               | 6            | Regi Penxten feat. Moya                         |
| Invincible                                           | 2014                  | 10-05-2014            | 14              | 6            | Regi Penxten feat. Moya                         |
| Wait Till Tomorrow                                   | 2014                  | 04-10-2014            | 2               | 7            | Regi Penxten, Yves V feat. Mitch Crown          |
| Lonely Without You                                   | 2014                  | 27-12-2014            | 23              | 15           | Jomy                                            |
| When It Comes To Love                                | 2015                  | 12-09-2015            | 5               | 8            | Regi Penxten, Lester Williams feat. Patti Russo |
| The Party Is Over                                    | 2015                  | 07-11-2015            | 8               | 6            | Regi Penxten, Sem Thomasson, feat. LX           |
| Elegantly Wasted                                     | 2015                  | 21-11-2015            | 14              | 5            | Regi Penxten feat. Scala & Kolacny Brothers     |
| Should Have Been There                               | 2016                  | 30-07-2016            | 34              | 13           | Regi Penxten                                    |
| Lose Control                                         | 2017                  | 27-05-2017            | tip             | -            | Sem Thomasson feat. Mas                         |
| Dichterbij                                           | 2017                  | 10-06-2017            | tip12           | -            | Loredana (BE)                                   |
| Vanavond Gaat Het Down                               | 2017                  | 04-11-2017            | tip11           | -            | Loredana (BE)                                   |
| Cachonda                                             | 2019                  | 06-07-2019            | tip             | -            | Sem Thomasson                                   |
| Busted                                               | 2019                  | 12-10-2019            | tip             | -            | Reygel & Peri                                   |
| Grey Zone                                            | 2019                  | 26-10-2019            | tip             | -            | Sem Thomasson                                   |
| Waiting Game                                         | 2020                  | 29-02-2020            | tip             | -            | Manuals                                         |
| Dolla                                                | 2020                  | 11-04-2020            | tip             | -            | Mathy                                           |
| Ongrijpbaar                                          | 2020                  | 02-05-2020            | tip4            | -            | Gene Thomas                                     |
| Final Call                                           | 2020                  | 09-05-2020            | tip             | -            | Sem Thomasson feat. Sparre                      |
| Vergeet De Tijd                                      | 2020                  | 26-09-2020            | 4               | 16           | Regi Penxten feat. Camille Dhont                |